# كرم أباد (مقاطعة دلفان)
كرم أباد (بالفارسية: کرم‌آباد) هي مستوطنة تقع في Nurabad Rural District في إيران. يقدر عدد سكانها بـ 194 نسمة .